# Adverse selectie
Adverse selectie of negatieve risicoselectie is het proces waarbij marktpartijen vooral zaken willen doen die voor een andere partij ongunstig zijn. Dit is een voorbeeld van marktfalen dat zich het duidelijkst voordoet bij verzekeringen. Ook bij financiële markten speelt deze problematiek. Adverse selectieprocessen kunnen uiteindelijk een systeem of een markt dermate negatief beïnvloeden dat deze ineenstort.
Een verzekeraar kan bijvoorbeeld vooral klanten krijgen met veel kans op schade. Hen weigeren of het aan hen vragen van een hogere premie kan door asymmetrische informatie tussen partijen bemoeilijkt worden. Ook kan onderscheid verboden zijn, bijvoorbeeld naar geslacht bij een levensverzekering / lijfrente.

## Adverse selectie en verzekeringen
Adverse selectie vormt een groot probleem bij verzekeringen. Wanneer bijvoorbeeld iedereen een ziektekostenverzekering heeft, betaalt iedereen in principe dezelfde premie. Sommige mensen maken echter relatief vaak gebruik van de verzekering, zoals rokers, oudere mensen, kinderen en zwangere vrouwen. Anderen, bijvoorbeeld mannen tussen de 20 en 40 jaar, gebruiken de verzekering weer vrijwel nooit. De premie wordt echter bepaald op een bedrag gerelateerd aan het aantal claims dat de verzekeraar per jaar krijgt. 
De mensen die de verzekering vaak gebruiken zullen dus hier voordeel van hebben (ze gebruiken meer dan ze betalen) en degenen die de verzekering minder vaak gebruiken ondervinden nadeel (ze gebruiken de verzekering vrijwel niet maar betalen wel mee). Er bestaat asymmetrische informatie omdat de verzekerde zelf het beste inzicht heeft in zijn eigen ziektes en kwalen. Hierdoor vervalt een deel van de onzekerheid en wordt verzekering een stuk minder aantrekkelijk, temeer wanneer men naar verhouding meer betaalt dan claimt.
Verzekerden die de verzekering nauwelijks of niet gebruiken kunnen nu gaan besluiten zich maar niet meer te gaan verzekeren. Slechts mensen die weten dat ze veel gebruik zullen maken van de verzekering zullen zich nog willen verzekeren. Hierdoor zal enerzijds de verzekeraar gedwongen zijn de premie te verhogen, omdat de verhouding tussen inkomende premies en betaalde claims slechter wordt. Anderzijds zal de verzekeraar trachten voor zichzelf de lagere risico's binnen te halen en de hogere risico's buiten te sluiten of aan concurrenten door te spelen. 
Het uiteindelijke resultaat zal zijn dat verzekeringsmaatschappijen bepaalde mensen met een schadeverleden weigeren, dat verzekerden grote hoeveelheden informatie moeten aanleveren, en dat de premies torenhoog worden omdat voornamelijk mensen met een hoger risicoprofiel zich nog zullen verzekeren. Hierdoor zullen bepaalde groepen mensen geen verzekering meer kunnen betalen, en zullen anderen continu geweigerd worden door maatschappijen. Dit beeld ziet men bijvoorbeeld terug in de Verenigde Staten, waar een ziektekostenverzekering eigenlijk alleen nog maar te betalen is als de werkgever dit voor de verzekerde doet. Om deze reden hebben Nederland en een aantal andere landen een zorgverzekeringsstelsel dat zowel het nemen van een verzekering als het accepteren van verzekerden verplicht stelt.
Een voorbeeld kan dit illustreren. 
- Als er bijvoorbeeld 1000 verzekerden zijn en ieder jaar vinden 20 ziekenhuisopnames plaats (kosten 1000 per opname), dan wil een maatschappij 20.000 plus een winst- en kostenmarge innen (stel: 25.000). Iedere verzekerde betaalt dus 25.000/1000 = 25 premie per jaar in jaar 1. Nu zijn van deze 1000 mensen vijfhonderd rokers en vijfhonderd niet-rokers. De rokers komen vaker in het ziekenhuis dan de niet-rokers. Stel: van de 20 ziekenhuisopnames zijn 15 rokers, de rest zijn niet-rokers. Het risico voor rokers is 15/500 (3%) en voor niet-rokers 5/500 (1%). Maar iedereen betaalt wel dezelfde 25.
- In jaar 2 vinden 300 niet-rokers de verzekering te duur en zeggen op, er wordt dus nog maar 700 × 25 = 17.500 aan premie binnengehaald. Er vinden nu 17 betaalde ziekenhuisopnames plaats omdat door het vertrek van de 300 niet-rokers 3 ziekenhuisopnames niet meer voor rekening van de verzekeraar komen. De kosten zijn nu 17.000 plus 5.000 marge (22.000 in totaal). De verzekeraar kan dit met de huidige premie niet meer betalen en ziet zich gedwongen de premie te verhogen naar 31 (22.000/700 ≈ 31) per persoon.
- De 200 overblijvende niet-rokers vinden in jaar 3 de premie te duur, en zeggen ook op. Nu is de maatschappij gedwongen een premie van 40 per persoon te berekenen. Door negatieve selectie is de verhouding tussen de premies en kosten verslechterd en is de premielast dus bijna verdubbeld. Uiteindelijk zullen waarschijnlijk ook een aantal rokers de premie niet meer kunnen betalen.

## Adverse selectie en kapitaalmarkten
Ook op de kapitaalmarkten kan adverse selectie zich voordoen door asymmetrische informatie. Sommige marktpartijen en beleggers zullen namelijk bepaalde informatie ter beschikking hebben die de meerderheid niet bezit. In een transactie kan het hierdoor voorkomen dat sommige partijen die bepaalde informatie bezitten die anderen niet hebben in de transactie zullen stappen waar anderen wachten, of zullen afhouden waar anderen de transactie sluiten. Dit zal ertoe leiden dat de partijen die niet over de informatie beschikken bij het sluiten van transacties met beter geïnformeerde partijen nadeel ondervinden. Het uiteindelijke resultaat kan zijn dat de financiële markten niet meer kunnen functioneren omdat meer en meer partijen zich dusdanig benadeeld voelen dat ze er niet meer gebruik van willen maken. Om deze reden is handel met voorkennis strafbaar en zien toezichthouders erop toe dat informatie zo eerlijk mogelijk voor de hele markt beschikbaar is.